# Ido Reizan
Ido Reizan (井土 霊山?  Japón, 1859 - Japón, 1935), cuyo verdadero nombre era Wada Tsuneshige (和田 経重?), fue un periodista, escritor, poeta y activista japonés. Estuvo fuertemente involucrado en el Movimiento por la Libertad y los Derechos del Pueblo, lo que le llevó a llevar un estilo de vida nómada.

## Biografía
Tsuneshige Wada nació en 1859, en el seno de una familia de samuráis perteneciente al dominio Sōma. Las familias estaban relacionadas por matrimonio; los Wada originalmente eran oriundos del sector de Azabu (hoy en día parte de la ciudad de Tokio). Su padre, Yoshishige Wada, fue un samurái que luego se convirtió en granjero y escribió un manual de agricultura (publicado en Tokio en 1889).
Wada asistió y se graduó del Sendai Teaching College, que en la era Meiji pasaría a ser conocida como la Universidad de Tohoku. En su carrera profesional, trabajó como periodista y editor en varios periódicos, incluidos el Mainichi Shimbun, Sanyo Shimbun y el Tokyo Yokohama Shimbun. Wada también fue un escritor prolífico que escribió y editó 27 libros, cuyos temas iban desde el derecho penal a la poesía china.
Era amigo cercano de Gotō Shinpei, con quien realizó una gira por Kyūshū en algún momento entre 1909 y 1916 (probablemente en octubre de 1910, cuando Gotō visitó la isla).
Wada abogó por la creación de la Universidad de Manchuria, la cual pensó que sería un buen medio para introducir la modernización en Manchuria y China. Su proposición de proporcionar educación superior a personas en Manchuria y China lo fue 33 años antes de que se realizase cualquier intento similar. Su tataranieto, Shinji Ido, es también escritor.